# Hofgeismar
Hofgeismar är en stad i Landkreis Kassel, förbundslandet Hessen, Tyskland. Befolkningen uppgår till cirka 16 000 invånare, på en yta av 86 kvadratkilometer. Staden omnämns för första gången år 1082.
De tidigare kommunerna Beberbeck, Carlsdorf, Friedrichsdorf, Hombressen, Hümme och Schöneberg uppgick i Hofgeismar 31 december 1970 följt av Kelze 1 februari 1971.

## Känd person
- Wilhelm Klinkerfues, astronom